# Mateo Joseph
Mateo Joseph Fernández-Regatillo (Santander, 19 ottobre 2003) è un calciatore inglese naturalizzato spagnolo, attaccante del Maiorca, in prestito dal Leeds Utd.

## Biografia
È nato in Spagna da padre inglese di origini antiguano-barbudane e madre spagnola. È nipote dell'ex calciatore Emile Heskey.

## Carriera

### Club
È cresciuto nelle giovanili di Escobedo, Racing Santander ed Espanyol. Il 4 gennaio 2022 è stato acquistato dal Leeds Utd con cui ha sottoscritto un triennale ed il 9 novembre ha debuttato nell'incontro di Football League Cup perso 1-0 contro il Wolverhampton. Tre giorni più tardi ha esordito anche in Premier League contro il Tottenham.
La stagione successiva, con il club retrocesso in Championship, ha iniziato a giocare con maggior costanza ed il 28 febbraio 2024 ha trovato i suoi primi gol realizzando una doppietta nella trasferta di FA Cup persa 3-2 contro il Chelsea.
Il 9 agosto 2025 viene ceduto in prestito al Maiorca, in Primera División.

### Nazionale
Il 10 maggio 2023 è stato convocato dalla nazionale inglese Under-20 per partecipare al Campionato mondiale di calcio Under-20 2023; successivamente ha scelto di rappresentare la nazionale spagnola ed ha debuttato con l'Under-21.

## Statistiche
Statistiche aggiornate al 9 agosto 2025.

### Presenze e reti nei club
| Stagione         | Squadra          | Campionato       | Campionato | Campionato | Coppe nazionali | Coppe nazionali | Coppe nazionali | Coppe continentali | Coppe continentali | Coppe continentali | Altre coppe | Altre coppe | Altre coppe | Totale | Totale | Totale |
| Stagione         | Squadra          | Comp             | Pres       | Reti       | Comp            | Pres            | Reti            | Comp               | Pres               | Reti               | Comp        | Pres        | Reti        | Pres   | Reti   |        |
| ---------------- | ---------------- | ---------------- | ---------- | ---------- | --------------- | --------------- | --------------- | ------------------ | ------------------ | ------------------ | ----------- | ----------- | ----------- | ------ | ------ | ------ |
| 2022-2023        | Leeds Utd        | PL               | 3          | 0          | FACup+CdL       | 2+1             | 0               | -                  | -                  | -                  | -           | -           | -           | 6      | 0      |        |
| 2023-2024        | Leeds Utd        | FLC              | 20+2       | 1          | FACup+CdL       | 4+0             | 2+0             | -                  | -                  | -                  | -           | -           | -           | 26     | 1      |        |
| 2024-2025        | Leeds Utd        | FLC              | 39         | 3          | FACup+CdL       | 2+0             | 0+0             | -                  | -                  | -                  | -           | -           | -           | 29     | 4      |        |
| Totale Leeds Utd | Totale Leeds Utd | Totale Leeds Utd | 62+2       | 4          |                 | 8+1             | 2               |                    | -                  | -                  |             | -           | -           | 70+3   | 6      |        |
| 2025-2026        | Maiorca          | PD               | -          | -          | CR              | -               | -               | -                  | -                  | -                  | -           | -           | -           | -      | -      |        |
| Totale carriera  | Totale carriera  | Totale carriera  | 64         | 4          |                 | 9               | 2               |                    | -                  | -                  |             | -           | -           | 73     | 6      |        |

## Palmarès
- Campionato inglese di seconda divisione: 1

Leeds Utd: 2024-2025